# Décès en juin 2004
Décès
- 2000
- 2001
- 2002
- 2003
- 2004
- 2005
- 2006
- 2007
- 2008

Pour une information complémentaire, voir la page d'aide.

| Date    | Nom                              | Activités                                                          | Âge | Source |
| ------- | -------------------------------- | ------------------------------------------------------------------ | --- | ------ |
| 3 juin  | Harold Goodwin                   | acteur britannique                                                 | 86  | (en)   |
| 3 juin  | Ace Thomas Forsberg dit Quorthon | musicien suédois et fondateur du groupe Bathory                    | 38  |        |
| 4 juin  | Nino Manfredi                    | acteur et réalisateur italien                                      | 83  |        |
| 5 juin  | Fernando Manzaneque              | coureur cycliste espagnol                                          | 69  |        |
| 5 juin  | Ronald Reagan                    | ancien acteur et président des États-Unis (1981–1989)              | 93  |        |
| 7 juin  | Camille Hilaire                  | peintre, lithographe, vitrailliste, tapissier et mosaïste français | 87  |        |
| 8 juin  | Mack Jones                       | Joueur de baseball américain                                       | 65  |        |
| 10 juin | Ray Charles                      | jazzman américain                                                  | 73  |        |
| 10 juin | José Farías                      | footballeur argentin                                               | 67  | (es)   |
| 10 juin | Odette Laure                     | actrice française                                                  | 87  |        |
| 13 juin | Robert Lees                      | scénariste et acteur américain                                     | 91  |        |
| 15 juin | Michael Lees                     | acteur anglais                                                     | 76  | (en)   |
| 18 juin | Sydney Bettex                    | chef décorateur britannique                                        | 82  |        |
| 18 juin | André Gillois                    | écrivain et scénariste français                                    | 102 |        |
| 18 juin | Ronald Kermode                   | homme politique puis juge fidjien                                  | 84  | (en)   |
| 19 juin | Charly Grosskost                 | coureur cycliste français                                          | 60  |        |
| 22 juin | Roger Lersy                      | peintre, lithographe et compositeur français                       | 84  |        |
| 22 juin | Jacques Martin                   | coureur cycliste belge                                             | 52  |        |
| 22 juin | Carlton Skinner                  | homme politique américain                                          | 91  | (en)   |
| 26 juin | Robert Germain                   | Footballeur français                                               | 79  |        |
| 26 juin | Yash Johar                       | Producteur de cinéma indien                                        | 74  |        |
| 26 juin | José Valero                      | footballeur espagnol                                               | 86  | (en)   |
| 27 juin | Jean Graczyk                     | coureur cycliste français                                          | 71  |        |
| 28 juin | Georges de Caunes                | homme de télévision français                                       | 85  |        |
| 28 juin | Marie-Claire Mendès France       | Journaliste française                                              | 83  |        |
| 28 juin | Marcel Jullian                   | homme de télévision français                                       | 82  |        |
| 30 juin | Stive Vermaut                    | coureur cycliste belge                                             | 28  |        |